# Stazione di Naturno
La stazione di Naturno (in tedesco Bahnhof Naturns) è una fermata ferroviaria posta lungo la ferrovia della Val Venosta. Serve la località di Naturno.
La gestione degli impianti è affidata a Strutture Trasporto Alto Adige.

## Storia
La fermata venne aperta il 1º giugno 1906 per poi esser chiusa a seguito della dismissione della Ferrovia della Val Venosta, decisa dalle Ferrovie dello Stato nel 1990.
Verso il Terzo millennio la provincia autonoma di Bolzano rilevò la linea ed i fabbricati pertinenti, affidandone la ristrutturazione ai comuni di appartenenza. Anche la stazione di Naturno venne in tal modo ristrutturata e riaperta al traffico passeggeri nel 2005.

## Struttura e impianti
La fermata dispone di un fabbricato viaggiatori, costruito nello stile caratterizzante tutte le stazioni della linea Merano-Malles, con annesso magazzino merci ligneo.

## Movimento
Nella fermata fermano tutti i treni regionali e RegioExpress allestiti da SAD da e per Bolzano/Merano e Malles Venosta.